# Бамблби (филм)
Бамблби (енгл. Bumblebee) је амерички научнофантастични акциони филм из 2018. године редитеља Тревиса Најта на основу истоименог аутобота из серијала о Трансформерсима. Сценарио потписује Кристина Ходсон, док су продуценти филма Лоренцо ди Бонавентура, Том Десанто, Дон Марфи, Мајкл Беј и Марк Варадијен. Музику је компоновао Дарио Маријанели. Представља преднаставак филма Трансформерси снимљеног 2007. године.
Глумачку екипу чине Хејли Стајнфелд, Џон Сина, Хорхе Лендеборг, Џон Ортиз, Џејсон Дракер, Памела Адлон, Рори Маркам и Питер Кален. Светска премијера филма је била одржана 21. децембра 2018. у САД.
Буџет филма је износио 135 милиона долара, а зарада 468 милиона долара.

## Радња
Током бекства, године 1987. Бамблби проналази уточиште на отпаду у малом граду поред океана, у Калифорнији. Чарли (Хејли Стајнфелд) која тек што ће напунити 18 година и која тражи своје место под звездама, открива Бамблбија, у ранама и ожиљцима од битке. Када Чарли оживи Бамблбија, схватиће да ово није обична, жута Фолксваген буба.

## Улоге
| Глумац          | Улога                    |
| --------------- | ------------------------ |
| Хејли Стајнфелд | Чарли Вотсон             |
| Џон Сина        | Џек Барнс                |
| Хорхе Лендеборг | Гиљермо "Мемо" Гутијерез |
| Џон Ортиз       | Доктор Пауел             |
| Џејсон Дракер   | Отис Вотсон              |
| Памела Адлон    | Сали Вотсон              |
| Дилан О`Брајен  | Бамблби (глас)           |
| Питер Кален     | Оптимус Прајм (глас)     |
| Џастин Теру     | Дропкик (глас)           |
| Анџела Басет    | Шатер (глас)             |